# یواس‌اس کالت (دی‌دی-۷۳۰)
یواس‌اس کالت (دی‌دی-۷۳۰) (به انگلیسی: USS Collett (DD-730)) یک کشتی بود که طول آن ۱۱۴٫۸ متر (۳۷۷ فوت) بود. این کشتی در سال ۱۹۴۴ ساخته شد.